# Łukasz Kadziewicz
Łukasz Kadziewicz (Dobre Miasto, 20 settembre 1980) è un ex pallavolista polacco.
Divorziato da Kamila, ha una figlia, Amelię, il cui nome ha tatuato sull'avambraccio sinistro. In collaborazione con il canale televisivo polacco Polsat Sport cura Kadziu Projekt, una rivista sulla vita dei pallavolisti.

## Carriera
Iniziò a praticare la pallavolo a 12 anni, esordendo nella formazione della sua città nel 1999. Nel 2000 venne acquistato dall'AZS Olsztyn, e grazie alle sue prestazioni venne convocato per la prima volta in Nazionale, per disputare la World League 2001 giocata proprio in Polonia. Rimase nelle file della formazione bianco-marrone per quattro anni, conquistando un secondo posto nel campionato nazionale, e disputando con la nazionale le World League del 2003 e del 2004, oltre a far parte della spedizione alle Olimpiadi di Atene 2004.
Trasferitosi in Russia, nel 2005 venne sospeso dalla Nazionale per il periodo 25 aprile-31 dicembre, a causa di suoi comportamenti antisportivi. Tornato in patria e riabilitato per la nazionale, conquistò due secondi posti in campionato (2006 e 2007), e vinse la medaglia d'argento al Campionato mondiale. Grazie a questo piazzamento, venne insignito della Medaglia d'oro al merito civile.
Nel 2007 si trasferì in Italia, nella neonata Sparkling Volley Milano, dove però giocò poco a causa di un infortunio (rottura di un metatarso) che non gli permise di affrontare il girone di qualificazione alle Olimpiadi di Pechino 2008. Nel 2008, a causa del fallimento della squadra milanese, ritornò in Polonia, precisamente nella neo-promossa Trefl Danzica.
Dal 2009 gioca nuovamente in Russia, prima con il Volejbol'nyj Klub Lokomotiv Belogor'e (secondo posto in campionato nel 2010), ed al Gazprom Surgut (stessa formazione con la quale aveva giocato nel 2004-2005). Tornato in Polonia nel 2013, pone termine alla propria carriera nel 2015.